# The Diary of Anne Frank
The Diary of Anne Frank és una pel·lícula estatunidenca dirigida per George Stevens i estrenada el 1959.

## Argument
A l'Amsterdam alliberada després del final de la Segona Guerra Mundial, Otto Frank, supervivent del camp d'extermini d'Auschwitz, torna a l'amagatall on va viure durant 2 anys amb la seva dona, les seves dues filles, la família Van Daan i el dentista Dussel. Miep, una dona que va contribuir a sostreure els seus amics jueus als nazis, va trobar al lloc el diari íntim de la més jove de les filles d'Otto. De juliol de 1942 fins a la detenció i la deportació del grup l'agost de 1944, Anne Frank té minuciosament consignat al seu diari la seva vida quotidiana de reclusa amb els seus companys d'infortuni, els seus temors, les seves esperances i els seus somnis d'adolescent...

## Repartiment
- Millie Perkins: Anne Frank
- Joseph Schildkraut: Otto Frank
- Shelley Winters: Sra. Petronella Van Daan
- Richard Beymer: Peter Van Daan
- Gusti Huber: Sra. Edith Frank
- Lou Jacobi: M. Hans Van Daan
- Diane Baker: Margot Frank
- Douglas Spencer: Kraler
- Dodie Heath: Miep
- Ed Wynn: M. Albert Dussell
- Orangey: Moushi

## Premis i nominacions

### Premis
- 1960: Oscar a la millor actriu secundària a Shelley Winters (l'actriu va donar el seu trofeu a la Fondation Anne-Frank, ha quedat exposat en el museu del costat de l'immoble)
- 1960: Oscar a la millor direcció artística a Lyle Wheeler, George W. Davis, Walter M. Scott, Stuart A. Reiss
- 1960: Oscar a la millor fotografia a William C. Mellor
- 1960: Globus d'Or al millor film per la comunicació internacional (Best Film Promoting International Understanding)

### Nominacions
- 1959: Palma d'Or
- 1960: Oscar a la millor pel·lícula
- 1960: Oscar al millor director per George Stevens
- 1960: Oscar al millor actor per Ed Wynn
- 1960: Oscar al millor vestuari per Charles Le Maire i Mary Wills
- 1960: Oscar a la millor banda sonora per Alfred Newman
- 1960: Globus d'Or a la millor pel·lícula dramàtica
- 1960: Globus d'Or al millor director per George Stevens
- 1960: Globus d'Or al millor actor dramàtic per Joseph Schildkraut
- 1960: Globus d'Or a la millor actriu secundària a Shelley Winters

## Producció

### Gènesi
- El Diari d'Anne Frank és l'adaptació d'una obra d'èxit de Broadway i de l'obra d'Anne Frank. En l'època del rodatge, el llibre ja havia venut a milions d'exemplars a tot el món.
- Segons un article aparegut l'octubre de 1955 en el Daily Variety, Garson Kanin, que ha posat en escena l'obra a Broadway, i Milton Sperling de la Warner Bros., es proposen d'adquirir els drets d'adaptació, però és Buddy Adler de la Twentieth Century Fox que els obté en una sobrepuja. Un article d'octubre de 1956 de The Hollywood Reporter revela que la Fox és en converses amb William Wyler perquè realitzi la pel·lícula. Però, segons una informació apareguda el febrer de 1957 en la mateixa revista, és el realitzador George Stevens que és contractat i que serà igualment el productor del film.[2]

### Rodatge
- Períodes preses de vista: 5 de març a l'11 d'agost de 1958 i 24 de novembre de 1958
- Interiors: plató 14 dels estudis 20th Century Fox de Hollywood (Los Angeles)
- Exteriors: Amsterdam (Països Baixos)
- Anne Frank és descrita a la pel·lícula com la víctima universal dels nazis[3] i hom no s'interroga sobre les condicions de la seva mort. George Stevens ha explicat que no volia aventurar-se en zones massa penoses. No ensenya més que al·lusivament un camp de concentració en la seqüència del somni d'Anne.
- En un principi, George Stevens no volia filmar en CinemaScope perquè temia que la seva amplada minés l'efecte de claustrofòbia que desitjava restituir. Quan Spyros Skouras, el responsable de l'estudi, va optar pel format d'imatge ample, George Stevens i el seu director de fotografia William C. Mellor van decidir reduir l'espai limitant l'acció en el centre de la pantalla. William C. Mellor es va servir de tubs fluorescents, de filtres i de gasa per crear una llum natural abans només d'utilitzar l'habitual enllumenat d'alta intensitat dels estudis.[2]

## Rebuda
- The New York Times atribueix 4 estrelles ½ sobre 5 a la pel·lícula i el seu crític Bosley Crowther va escriure:[4]

| « | La sensació de tancament que el Sr. Stevens aconsegueix en aquest drama en Cinemascope és sorprenent. Aconseguir filmar els fets i gestos de vuit personatges tancats durant més de dos anys fent sentir intensament la seva vida interior i la seva angoixa durant prop de tres hores semblava tècnicament impossible. I tanmateix el Sr. Stevens ho ha fet. Amb una successió d'escenes magníficament detallades reconstituint l'atmosfera confinada i claustrofòbica del seu amagatall, instal·la una calorosa promiscuïtat entre aquests reclusos i deixa lliure curs als seus freqüents turments davant l'amenaça que ve de baix. I amb una sèrie de bonics plans pròxims dels seus diferents personatges, escruta la seva dramàtica espera. | » |

- La famosa peroració final en veu en off d'Anne Frank:

| « | In spite of everything, I still believe that people are really good at heart (continuo pensant malgrat tot que els homes són bons de mena) | » |

, típicament americana, no pot ser una conclusió acceptable.